# アンケプス
アンケプス（anceps）は、古代ギリシアやラテン語の古典詩の韻律の中で使われる音節で、母音が長くても短くてもどちらでもいいもの。
アンケプスはさまざまな韻律形式の中に見ることができる。たとえば、サッポー詩体など、アイオリス方言（en:Aeolic Greek）特有の詩行の中間か冒頭かにアンケプスが使われている。冒頭のアンケプスは、詩行の最後の2、3の音節のみが規則的な初期のインド・ヨーロッパ語族を反映したものかも知れない。また、ギリシア演劇のイアンボス・トリメトロスにも使われている。
特筆すべきは、アンケプスは「Brevis in longo」（行の最後の短い音節を長い音節と見なすこと。en:Brevis in longo参照）とは別のものだということである。「Brevis in longo」の可能性はすべての韻律にくまなくある一方、アンケプスは特定の詩形の中にしかないのである。さらに「Brevis in longo」は常に長いものと感じられるが、アンケプスは長くても短くても自由なのである。